# Defoidni jezici
Defoid jezici, jedna od skupina Benue-kongoanskih jezika koja obuhvaća tri glavne podskupine sa (17) jezika koji se govore u afričkim državama Nigerija, Benin, Togo i Kuba. Najbrojnija podskupina je yoruboid s 14 jezika, a ostale dvije Ayere-Ahan i Akokoid obuhvaćaju po jedan jezik koji se govore u Nigeriji.
Defoidni jezici sastoje se od dvije skupine: Akokoid klaster od četiri jezika i mnogo veći Yoruboid klaster čiji su glavni članovi Yoruba (20 000 000 govornika), Igala (1 000 000) i Itsekiri (Itsεkiri; 600 000). Joruba je jezik Nigera i Konga s najvećim brojem govornika materinskog jezika. Iako svahili ima veći ukupni broj govornika — oko 35 000 000 — većina njih su govornici drugog jezika. Joruba, jedan od glavnih jezika Nigerije, govori se u cijeloj jugozapadnoj Nigeriji, a također i u značajnom broju u Beninu i Togu. Može se najbolje smatrati skupom dijalekta koji je razvio standardni pisani oblik. Joruba je razvio opsežnu književnost i ima prvi objavljeni rječnik (1843.) i gramatiku (1852.) koje je napisao izvorni govornik, biskup Samuel Crowther, koji je 1884. također preveo Bibliju na joruba.

## Klasifikacija
A. Akokoid (1) Nigerija: arigidi.
B. Ayere-Ahan (2) Nigerija: Àhàn, ayere.
C. Yoruboid (14): 
c1. Edekiri (13): ede cabe, ede ica, ede idaca, ede ije, ede nago (3 jezika: kura ede nago, manigri, ede nago), ifè, isekiri, lucumi, mokole, ulukwumi, yoruba.
c2. Igala (1) Nigerija: Igala

## Vanjske poveznice
- Ethnologue (14th)
- Ethnologue (15th)